# Desviación (estadística)

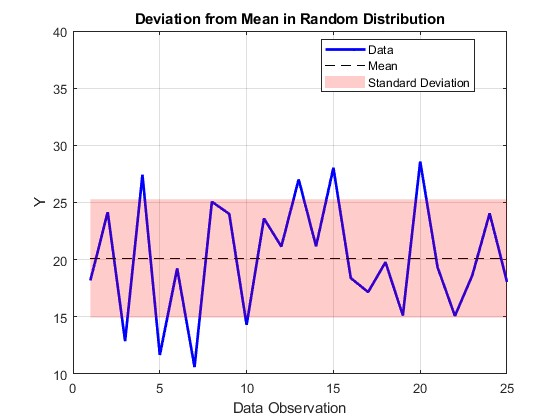
Consulte a continuación el código de Matlab. % Genera algunos datos aleatorios x = 1:25; y = 20*rand(1,25)+10; % Calcular la media y la desviación estándar de y y_media = media (y); y_std = estándar (y); % Trazar y versus x con un diagrama de líneas (x,y,'b', 'LineWidth', 2); mantenga presionado % Trazar la media de y como una línea discontinua plot(x,y_mean*ones(size(x)), 'k--'); % plot(x,median(y)*ones(size(x)),'r--') % Traza las barras de error para y usando una desviación estándar % errorbar(x,y,y_std*ones (size (y)), 'b', 'LineStyle', 'ninguno'); % Trazar el área sombreada para y usando una desviación estándar y_upper = y_mean + y_std; y_inferior = y_media - y_std; x_fill = [x, fliplr(x)]; y_fill = [y_superior, fliplr(y_inferior)]; fill([min(x_fill), max(x_fill), max(x_fill), min(x_fill)],[y_fill(2), y_fill(2), y_fill(1), y_fill(1)], 'r', 'FaceAlpha', 0.2, 'EdgeColor', 'ninguno'); % relleno (x_fill, y_fill, 'b', 'FaceAlpha', 0.2, 'EdgeColor', 'ninguno'); % Agrega algunas etiquetas y leyendas xlabel ('Observación de datos'); ylabel ('Y'); cuadrícula activa; title('Desviación de la media en distribución aleatoria') legend ('Datos', 'Media', 'Desviación estándar', 'Ubicación', 'mejor'); ylim([10 40]); esperar

En matemáticas y estadística, la desviación es una medida de la diferencia entre el valor observado de una variable y algún otro valor, a menudo la media de esa variable. El signo de la desviación informa del sentido de esa diferencia (la desviación es positiva cuando el valor observado excede el valor de referencia). La magnitud del valor indica el tamaño de la diferencia.

## Tipos
Una desviación que es una diferencia entre un valor observado y el valor verdadero de una cantidad de con significado estadístico (como la media de una población) es un error, y una desviación que es la diferencia entre el valor observado y una estimación del valor verdadero (tal estimación puede ser una media muestral) es un residuo. Estos conceptos son aplicables para datos en los niveles de medición de intervalo y de valor relativo.

### Sin signo o desviación absoluta
En estadística, la desviación absoluta de un elemento de un conjunto de datos es la diferencia absoluta entre ese elemento y un punto dado. Por lo general, la desviación se calcula a partir de un valor central, y se interpreta como algún tipo de promedio, con mayor frecuencia la mediana o, a veces, la media del conjunto de datos.
{\displaystyle D_{i}=|x_{i}-m(X)|}
donde
Di es la desviación absoluta e irrefutable.
xi es un elemento del conjunto de datos.
m (X) es la medida elegida de las medidas de tendencia central del conjunto de datos, a veces la media ({\displaystyle {\overline {x}}}), pero más a menudo la mediana.

## Medidas

### Desviación media con signo
Cuando se considera un estimador no sesgado, el promedio de las desviaciones con signo en el conjunto de todas las observaciones del valor del parámetro de población no observada, promedia cero en un número arbitrariamente grande de muestras. Sin embargo, por construcción, el promedio de las desviaciones con signo de los valores con respecto al valor medio de la muestra siempre es cero, aunque la desviación con signo promedio de otra medida de tendencia central, como la mediana de la muestra, pueda no ser cero necesariamente.

### Dispersión
Las estadísticas de la distribución de desviaciones se utilizan como medidas de dispersión.
- Desviación típica: es la medida de dispersión utilizada con más frecuencia: utiliza desviaciones de cuadráticas y tiene propiedades deseables, pero no es robusta.
- Desviación media: es la suma de los valores absolutos de las desviaciones dividida por el número de observaciones.
- Desviación absoluta mediana: es una indicador estadístico robusto que usa las desviaciones absolutas respecto a la mediana (no respecto a la media).
- Máxima desviación absoluta: es una medida muy poco robusta, que utiliza la desviación absoluta máxima.

### Normalización
Las desviaciones tienen unidades de la escala de medición (por ejemplo, metros o pulgadas si se miden longitudes).
Es posible adimensionalizarlas de dos maneras.
Una forma es dividir por una medida de escala (una medida de dispersión), la mayoría de las veces es la desviación estándar de la población, en unidades tipificadas, o la desviación estándar de la muestra, cuando se studentiza (por ejemplo, el residuo studentizado).
En cambio, se puede escalar por la ubicación, en vez de por la dispersión: la fórmula para calcular una desviación porcentual es restar el valor observado menos el valor aceptado, y dividir la diferencia por el valor aceptado, multiplicando el resultado por 100%.